# Студинка (Черниговская область)
Студинка (укр. Студинка) — село в Новгород-Северском районе Черниговской области Украины. Население — 421 человек. Занимает площадь 1,28 км². Расположено на реке Студенка при впадении ее притока Лоска.
В селе родился Народный артист Украины Валентин Бурый.
Почтовый индекс: 16082. Телефонный код: +380 4658.

## Власть
Орган местного самоуправления — Объединёнский сельский совет. Почтовый адрес: 16082, Черниговская обл., Новгород-Северский р-н, с. Объединённое, ул. Ленина, 51.

## Известные уроженцы и жильцы
- Бурый, Валентин Дмитриевич (1949—2015) — советский и украинский театральный актёр и режиссёр, народный артист Украины.